# منتخب إنجلترا تحت 23 سنة لكرة القدم للسيدات
منتخب إنجلترا تحت 23 سنة للسيدات لكرة القدم (بالإنجليزية: England women's national under-23 football team)‏ هو ممثل إنجلترا الرسمي في المنافسات الدولية في كرة القدم في فئة كرة قدم تحت 23 سنة للسيدات، يديريه الاتحاد الإنجليزي لكرة القدم.